# Ismael Pérez Montt
Ismael Pérez Montt (Santiago, 1847 - marzo de 1905), fue un abogado y político del partido nacional chileno. 

## Primeros años de vida
Hijo de Juan José Pérez Vergara y doña Mercedes Montt Goyenechea. Educado en el Instituto Nacional y cursó Leyes en la Universidad de Chile, donde juró como abogado el 27 de junio de 1870. Militante del Partido Nacional, llegó a ser importante dirigente en 1905.

### Matrimonio e hijos
Contrajo matrimonio en Santiago, el 14 de enero de 1874 con Filomena Ruiz-Tagle Larraín, con la cual tuvo hijos.

## Actividades públicas
- Secretario de la Comisión Revisora del Código de Minería (1871).
- Diputado por Arauco, Lebu y Cañete en dos períodos consecutivos (1885-1888 y 1888-1891), integrante de la comisión permanente de Elecciones y Calificadora de Peticiones.
- Ministro de Justicia e Instrucción Pública (diciembre de 1890-mayo de 1891).
- Ministro de Hacienda subrogante (diciembre de 1890-enero de 1891).
- Senador por Arauco (1891-1897), integrante de la comisión permanente de Constitución, Legislación y Justicia.
- Diputado por Ovalle, Combarbalá e Illapel (1897-1900), integrante de la comisión permanente de Educación y Beneficencia.

Cuando fue derrocado el presidente Balmaceda, se fue al destierro y fijó su residencia en Buenos Aires; renovó su título de abogado y ejerció la profesión durante siete años. Regresó al país, en 1898.